# Escriptura xinesa
L'escriptura xinesa està basada en l'ús dels signes propis anomenats caràcters xinesos (xinès: 漢字 / 汉字, pinyin: hànzì). Aquest sistema d'escriptura, d'origen logogràfic i similar en aquest sentit als sistemes maia i egipci, és un dels trets més distintius de la cultura xinesa. Hi ha milers de caràcters que s'han utilitzat durant almenys tres mil anys com a forma escrita, i que van ser adoptats també per altres llengües asiàtiques, en particular el japonès, el coreà i el vietnamita. Aquestes dues últimes van abandonar quasi per complet l'ús de caràcters durant la segona meitat del segle xx, mentre que al Japó se'n continuen utilitzant, i s'hi anomenen kanji.

## Història i tradició
Els exemples d'escrits més antics en xinès es remunten a la dinastia Shang (segle XVI aC) i se'n conserven alguns realitzats sobre ossos i closques de tortuga coneguts com a jiǎgǔwén (甲骨文, 'escriptura de closques i ossos'). Es van escriure com a fenedures sobre ossos oraculars, principalment escàpules de bou, ovella i plastrons de tortuga, que és la part ventral de la closca, la qual cosa n'ha permès la conservació fins als nostres dies. Aquestes inscripcions registren les consultes i els resultats dels rituals d'endevinació que constituïen el missatge dels esperits dels avantpassats al rei. Al llarg del segle xx han estat molt nombrosos els descobriments en excavacions arqueològiques d'aquests tipus d'ossos i closques, que han contribuït a un coneixement molt més científic sobre l'origen i l'evolució dels caràcters xinesos mandarins.
La tradició xinesa atribueix la invenció dels caràcters xinesos al personatge llegendari Cang Jie, un ministre del mític emperador Groc (Huang Di), que hauria inventat els caràcters inspirant-se en les empremtes dels ocells.
Hi ha altres llegendes menys difoses sobre l'origen dels caràcters. Una d'aquestes, recollida per Laozi, situa l'origen dels caràcters en un sistema de nusos realitzats en cordes. Una altra llegenda assenyala com a precursors dels caràcters els vuit hexagrames del Yi jing o Llibre de les mutacions, que haurien estat inventats pel savi llegendari Fu Xi.
Al segle iii aC, al final de l'era dels Regnes Combatents i amb la unificació en un sol regne sota el govern del Regne de Qin, l'auto-anomenat Primer Emperador, Qin Shi Huangdi va 
crear un conjunt de 3300 caràcters xiǎozhuàn estandaritzats per unificar l'escriptura dels diversos regnes en una de sola.

## Estructura dels caràcters xinesos
El sistema d'escriptura xinès consta d'un repertori de milers de caràcters, tot i que se'n poden arribar a comptar desenes de milers, si es tenen en compte tot els tipus de formes variants, arcaiques o summament rares. La major part dels diccionaris xinesos actuals contenen entre 5.000 i 10.000 caràcters diferents.
En contra d'un mite molt estès, en general els caràcters no són paraules, sinó que corresponen més aviat a la idea de morfemes. Cada caràcter correspon a una síl·laba del llenguatge parlat. Aquest fet, que cada caràcter sigui una síl·laba, és probablement el causant de la idea errònia que el xinès és una llengua monosil·làbica. En realitat, la major part del lèxic xinès modern es compon de paraules de dues síl·labes, entenent com a paraula una unitat lèxica que es pot combinar lliurement dins una frase. En el xinès clàssic s'utilitzaven moltes més paraules d'una sola síl·laba però no se sap de cap estadi de la llengua en què totes les paraules hagin estat monosíl·labs. De fet, hi ha termes bisíl·labs que s'escriuen amb dos caràcters que només poden aparèixer junts, com per exemple gang (尴尬/尴尬, 'avergonyit') o jǔyǔ (龃龉/龃龉, 'altercat'). En aquests casos, ni tan sols seria possible una anàlisi semàntica o etimològica com a unió de dos morfemes.
Hi ha diversos criteris per a classificar els tipus de caràcters xinesos. El més senzill n'és dividir-los en tres categories bàsiques: pictogrames, ideogrames i fonogrames.
Els caràcters més antics són pictogrames, això és, dibuixos del concepte que representen. Per exemple:

El primer caràcter, pronunciat ren en mandarí modern, vol dir 'persona', i procedeix del dibuix d'un perfil humà. Aquest caràcter és una autèntica paraula monosíl·laba i s'utilitza en xinès modern. El segon exemple, pronunciat mu, significava 'arbre' en l'antiguitat, i representa, de manera estilitzada, el tronc, la copa i les branques de l'arbre. En xinès modern, aquest caràcter ha passat a significar 'fusta', mentre que "arbre" es diu shu (树/树).
El segon tipus de caràcters són els anomenats ideogrames. En aquests casos els pictogrames es combinen per suggerir idees per associació. Per exemple:

 

Aquests dos ideogrames es basen en els pictogrames anteriors. El primer, pronunciat qiu, significa 'presoner', significat suggerit per la imatge d'una persona tancada. En xinès modern, la paraula normal per a dir "presoner" és qiúfàn (囚犯), una forma de dues síl·labes que encara conté aquest caràcter. El segon caràcter de la imatge significa 'bosc', idea suggerida per la repetició de l'arbre. En aquest cas, el xinès modern també ha acabat donant-nos una forma bisil·làbica; la paraula actual és sēnlín (森林), en què apareix també un altre ideograma semblant amb tres arbres.
El tercer tipus de caràcters el constitueixen els fonogrames. Aquest tipus inclou la immensa majoria dels caràcters xinesos actuals. Consisteix en la modificació d'un altre caràcter amb el qual comparteix pronunciació afegint-hi un altre component que el distingeix. El component afegit és, sovint, un dels anomenats radicals, que aporta una idea semàntica respecte al tipus de significat representat pel nou caràcter. Vegem-ne dos exemples:

 

Aquests dos fonogrames estan basats en els ideogrames anteriors, però corresponen a paraules totalment diferents. En tots dos caràcters s'aprecien tres traços a l'esquerra. Aquests traços són coneguts com "tres gotes d'aigua", o "radical de l'aigua", i procedeixen del pictograma que significa aigua. Els caràcters que tenen aquestes tres gotes d'aigua solen tenir un significat relacionat amb l'aigua o els líquids. El primer, pronunciat qiu, es basa en l'ideograma qiu pel sol fet que té la mateixa pronunciació. El seu significat clàssic és 'nedar' i s'utilitza poc en xinès modern. Una paraula amb aquest caràcter és qiúdù (泅渡, 'creuar nedant'). El segon caràcter es pronuncia lin, i és per aquesta coincidència fonètica per què es basa en el caràcter del bosc. Les tres gotes d'aigua ens indiquen que es tracta, però, d'un terme relacionat amb l'aigua. El seu significat és 'amarar'. En xinès modern es pot utilitzar com a verb monosil·làbic, o en algunes combinacions bisil·làbiques, com en la paraula línyù (淋浴, 'dutxa').
El més probable és que en un estadi antic de la llengua aquests fonogrames es comencessin escrivint amb el mateix caràcter del so que comparteixen, i que l'afegit del radical es produís posteriorment per tal de clarificar el significat. D'una manera anàloga, salvant les distàncies, a l'ús que fem en la nostra llengua de l'accent per diferenciar monosíl·labs de significat diferent, com "si" i «sí», o "te" i "té".
El sistema de caràcters xinesos no és, per tant, un inventari de paraules monosil·làbiques, com a vegades es diu, sinó més aviat una mena de sil·labari immens amb el qual es representen els sons de les paraules de la llengua parlada.

## Aspectes rellevants dels caràcters xinesos
- Cada signe es refereix a la unitat mínima de significació (morfema).
- En el lèxic la gran majoria dels mots actuals són bisíl·labs composts per unió de dos monemes, que habitualment tenen identitat i significació pròpies, per exemple 欢迎 (benvinguda).
- Hi ha inventariats uns 50.000 caràcters diferents dels quals 10.000 són els realment utilitzats en la llengua culta i 3.000 en el llenguatge corrent.
- Pocs hànzì són ideogrames i des de temps antics els signes tenen valor fonètic, tot i que aquests signes no determinen exactament el so i, per tant, és molt difícil saber com han de ser pronunciats.
- La majoria de caràcters estan compostos per un radical semàntic (de significat més o menys comú) i un de fonètic, la qual cosa s'aprofita per a ordenar-los en els diccionaris.
- Cada caràcter és indivisible i invariable, però per raons tècniques i d'estudi es classifiquen en simples i compostos (segons els traços), ideogràfics (sentit deduïble de les parts) i fonètics (si contenen alguna vaga indicació sobre la pronúncia).
- Al llarg de la història s'han fet servir diversos estils de grafisme que es conserven encara en l'art cal·ligràfic tradicional: el primer estil d'escriptura, sorgit durant la dinastia Shang, es coneix com a escriptura de segell gran (xinès tradicional: 大篆書, xinès simplificat: 大篆书, pinyin: dàzhuànshū). Altres estils són l'escriptura de segell petit (xinès tradicional: 小篆書, xinès simplificat: 小篆书, pinyin: xiǎozhuànshū), l'escriptura administrativa o clerical (xinès tradicional: 隸書, xinès simplificat: 隶书, pinyin: lìshū), l'escriptura cursiva o de moviment (xinès tradicional: 行書, xinès simplificat: 行书, pinyin: xíngshū), o el d'herba (xinès tradicional: 草書, xinès simplificat: 草书, pinyin: cǎoshū).
- L'estil escrit o llengua literària anomenat wenyan (xinès tradicional i simplificat: 文言, pinyin: wényán), originat a partir del xinès antic, permet comprendre els texts de qualsevol època.
- L'estil baihua (xinès tradicional: 白話, xinès simplificat: 白话, pinyin: báihuà), més pròxim al llenguatge parlat i utilitzat ja pel budisme, va desplaçar progressivament el wenyan i el va substituir completament amb la reforma educativa de la Xina del segle xx.

La forma tradicional d'escriure era en vertical i de dreta a esquerra però modernament es fa en horitzontal i d'esquerra a dreta.
- A partir del 1956 el govern de la República Popular de la Xina va simplificar els caràcters i adoptà oficialment l'any 1979 el sistema de transcripció pinyin. Singapur va fer el mateix.

## La situació actual de l'escriptura xinesa
A finals dels anys 50 el govern de la República Popular de la Xina començà el procés de reforma de l'escriptura. Aquest procés de simplificació dels traços dels caràcters xinesos ha portat a un cisma en l'escriptura del xinès, que actualment s'escriu en caràcters simplificats a la Xina continental, a Singapur i a Malàisia, i en caràcters tradicionals a Taiwan, Hong Kong i Macau, així com en la major part de les comunitats xineses de la resta del món.
Les opinions favorables a la romanització del xinès, que eren força significatives durant el segle xx, han desaparegut pràcticament en l'actualitat. De fet, les noves tecnologies informàtiques permeten escriure i llegir el xinès amb molta facilitat en ordinadors i telèfons mòbils, la qual cosa, unit a la potenciació que es viu a la Xina en relació amb la seva cultura tradicional, sembla haver enfortit la defensa del sistema d'escriptura mil·lenari.

### La simplificació a la Xina
L'ús dels caràcters xinesos tradicionals enfront dels caràcters xinesos simplificats és molt variable i pot dependre tant dels costums locals com del medi. Abans de la reforma oficial, les simplificacions de caràcters no se sancionaren oficialment i en general se n'adoptaren variants i substitucions vulgars idiosincràtiques. Les variants ortodoxes eren obligatòries en obres impreses, mentre que els caràcters simplificats (no oficials) s'utilitzaven en l'escriptura quotidiana o en notes ràpides. Des de la dècada de 1950, i sobretot amb la publicació de la llista de 1964, la República Popular de la Xina ha adoptat oficialment el xinès simplificat per al seu ús a la Xina continental, mentre que Hong Kong, Macau i la República de la Xina (Taiwan) no es van veure afectats per la reforma. No existeix una regla absoluta per a l'ús d'un o altre sistema, i sovint es determina pel que entén el públic objectiu, així com per l'educació de l'escriptor.
Tot i que més sovint associats amb la República Popular de la Xina, la simplificació de caràcters és anterior a la victòria comunista de 1949. El caoshu, un text escrit en cursiva, gairebé sempre inclou la simplificació de caràcters i formes simplificades que sempre han existit en la impressió, tot i que no per a les obres més formals. En els anys 1930 i 1940, els debats sobre la simplificació de caràcters va tenir lloc al Kuomintang del govern, i un gran nombre d'intel·lectuals i escriptors xinesos mantingueren durant molt de temps que la simplificació de caràcters ajudaria a impulsar l'alfabetització a la Xina. De fet, aquest desig del Kuomintang de simplificar el sistema d'escriptura xinès (heretat i executat pel Partit Comunista de la Xina) també encoratjà les aspiracions d'alguns per a l'adopció d'una escriptura fonètica basada en l'escriptura llatina, i va donar lloc a diversos tipus d'invencions com la Gwoyeu romatzyh.
La República Popular de la Xina va emetre la primera sèrie de simplificacions oficials de caràcters en dos documents, el primer el 1956 i el segon el 1964. La segona ronda de simplificacions de caràcters (coneguda com a Erjian, o 'segona ronda de caràcters simplificats') es promulgà el 1977. Va ser mal rebuda, i el 1986 les autoritats la varen anul·lar completament, mentre que realitzà fins a sis revisions de la llista de 1964, incloent-hi la restauració de tres caràcters tradicionals que s'havien simplificat: 叠 dié, 覆 fù, 像 xiàng.
La majoria dels caràcters simplificats s'han extret de les formes abreujades convencionals i dels antics formularis normalitzats. Per exemple, el símbol ortodox 來 lái ('venir') s'escrivia amb l'estructura 来 en l'escriptura clerical (隶书 / 隸書, lìshū) de la dinastia Han. Aquesta forma clerical utilitza un traç menys i, per tant, s'adoptà com a forma simplificada. El símbol 雲 yún ('núvol') s'escrivia amb l'estructura 云 en l'escriptura oracle en ossos de la dinastia Shang, i va quedar en un ús posterior com un préstec fonètic en el sentit de 'dir', mentre que el radical xinès 雨 es va afegir per diferenciar significats. La forma simplificada adopta l'estructura original.

### Kanjis japonesos
En els anys posteriors a la Segona Guerra Mundial, el govern japonès també va instituir una sèrie de reformes ortogràfiques. A alguns símbols se'ls donà una forma simplificada anomenada shinjitai 新字体 (lit. 'formes simbòliques noves', i les antigues formes es van etiquetar com a kyūjitai 旧字体, lit. 'formes simbòliques velles'). El nombre de símbols en comú es restringí, i es van establir les llistes formals de símbols a aprendre durant els estudis escolars, primer la llista de 1850 símbols tōyō kanji 当用漢字, el 1945, símbols jōyō kanji 常用漢字 el 1981, i la versió reformada de la jōyō kanji el 2010 amb 2.136 símbols. Moltes variants de símbols i alternatives poc clares de símbols comuns es rebutjaren oficialment. Això es va fer amb l'objectiu de facilitar l'aprenentatge als nens i simplificar l'ús del kanji en la literatura i publicacions periòdiques. Aquestes són directrius simplement i, per tant, molts caràcters fora d'aquests estàndards són encara àmpliament coneguts i comunament utilitzats, especialment els dels noms personals i els topònims (per aquest últim, vegeu jinmeiyō kanji).

### Comparació entre el xinès tradicional, el xinès simplificat i el japonès
El que segueix és una comparació dels caràcters xinesos en el formulari de caràcters nacionals, el xinès tradicional estàndard que s'utilitza a Taiwan, el xiàndài hànyû chángyòng zìbiâo, l'estàndard usat a la Xina continental, amb els caràcters del xinès simplificat, i el Jōyō kanji, l'estàndard per al japonès kanji. "Simplificat" es refereix a tenir diferències significatives amb la norma de Taiwan, i no és necessàriament un caràcter de nova creació o una substitució recentment realitzada. Els caràcters del xinès usat com a forma estàndard a Hong Kong i al Diccionari Kangxi també són coneguts com a "tradicional", però no s'hi mostren.
| | Xinès tradicional | Xinès simplificat | Japonès | significat                   |
| --- | ----------------- | ----------------- | ------- | ---------------------------- |
| Simplificat a la Xina continental, no al Japó (alguns radicals s'han simplificat)                                               | 電                | 电                | 電      | electricitat                 |
| Simplificat a la Xina continental, no al Japó (alguns radicals s'han simplificat)                                               | 買                | 买                | 買      | comprar                      |
| Simplificat a la Xina continental, no al Japó (alguns radicals s'han simplificat)                                               | 開                | 开                | 開      | obert                        |
| Simplificat a la Xina continental, no al Japó (alguns radicals s'han simplificat)                                               | 東                | 东                | 東      | est                          |
| Simplificat a la Xina continental, no al Japó (alguns radicals s'han simplificat)                                               | 車                | 车                | 車      | cotxe, vehicle               |
| Simplificat a la Xina continental, no al Japó (alguns radicals s'han simplificat)                                               | 紅                | 红                | 紅      | vermell (carmesí en japonès) |
| Simplificat a la Xina continental, no al Japó (alguns radicals s'han simplificat)                                               | 馬                | 马                | 馬      | cavall                       |
| Simplificat a la Xina continental, no al Japó (alguns radicals s'han simplificat)                                               | 無                | 无                | 無      | res                          |
| Simplificat a la Xina continental, no al Japó (alguns radicals s'han simplificat)                                               | 鳥                | 鸟                | 鳥      | ocell                        |
| Simplificat a la Xina continental, no al Japó (alguns radicals s'han simplificat)                                               | 熱                | 热                | 熱      | calent                       |
| Simplificat a la Xina continental, no al Japó (alguns radicals s'han simplificat)                                               | 時                | 时                | 時      | temps                        |
| Simplificat a la Xina continental, no al Japó (alguns radicals s'han simplificat)                                               | 語                | 语                | 語      | llenguatge parlat            |
| Simplificat al Japó, no a la Xina continental (En alguns casos això representa l'adopció de diferents variants com a estàndard) | 假                | 假                | 仮      | provisional                  |
| Simplificat al Japó, no a la Xina continental (En alguns casos això representa l'adopció de diferents variants com a estàndard) | 罐                | 罐                | 缶      | llauna                       |
| Simplificat al Japó, no a la Xina continental (En alguns casos això representa l'adopció de diferents variants com a estàndard) | 佛                | 佛                | 仏      | Buda                         |
| Simplificat al Japó, no a la Xina continental (En alguns casos això representa l'adopció de diferents variants com a estàndard) | 惠                | 惠                | 恵      | favor                        |
| Simplificat al Japó, no a la Xina continental (En alguns casos això representa l'adopció de diferents variants com a estàndard) | 德                | 德                | 徳      | moral, virtut                |
| Simplificat al Japó, no a la Xina continental (En alguns casos això representa l'adopció de diferents variants com a estàndard) | 拜                | 拜                | 拝      | pregar, adorar               |
| Simplificat al Japó, no a la Xina continental (En alguns casos això representa l'adopció de diferents variants com a estàndard) | 黑                | 黑                | 黒      | negre                        |
| Simplificat al Japó, no a la Xina continental (En alguns casos això representa l'adopció de diferents variants com a estàndard) | 冰                | 冰                | 氷      | gel                          |
| Simplificat al Japó, no a la Xina continental (En alguns casos això representa l'adopció de diferents variants com a estàndard) | 兔                | 兔                | 兎      | conill                       |
| Simplificat al Japó, no a la Xina continental (En alguns casos això representa l'adopció de diferents variants com a estàndard) | 妒                | 妒                | 妬      | gelós                        |
| Simplificat de manera diferent a la Xina continental i al Japó                                                                  | 聽                | 听                | 聴      | escoltar                     |
| Simplificat de manera diferent a la Xina continental i al Japó                                                                  | 實                | 实                | 実      | real                         |
| Simplificat de manera diferent a la Xina continental i al Japó                                                                  | 證                | 证                | 証      | certificat, prova            |
| Simplificat de manera diferent a la Xina continental i al Japó                                                                  | 龍                | 龙                | 竜      | drac                         |
| Simplificat de manera diferent a la Xina continental i al Japó                                                                  | 賣                | 卖                | 売      | vendre                       |
| Simplificat de manera diferent a la Xina continental i al Japó                                                                  | 龜                | 龟                | 亀      | tortuga                      |
| Simplificat de manera diferent a la Xina continental i al Japó                                                                  | 藝                | 艺                | 芸      | art, arts                    |
| Simplificat de manera diferent a la Xina continental i al Japó                                                                  | 戰                | 战                | 戦      | lluita, guerra               |
| Simplificat de manera diferent a la Xina continental i al Japó                                                                  | 繩                | 绳                | 縄      | corda                        |
| Simplificat de manera diferent a la Xina continental i al Japó                                                                  | 關                | 关                | 関      | relació                      |
| Simplificat de manera diferent a la Xina continental i al Japó                                                                  | 鐵                | 铁                | 鉄      | ferro, metall                |
| Simplificat de manera diferent a la Xina continental i al Japó                                                                  | 圖                | 图                | 図      | foto, diagrama               |
| Simplificat de manera diferent a la Xina continental i al Japó                                                                  | 團                | 团                | 団      | grup, regiment               |
| Simplificat de manera diferent a la Xina continental i al Japó                                                                  | 轉                | 转                | 転      | volta                        |
| Simplificat de manera diferent a la Xina continental i al Japó                                                                  | 廣                | 广                | 広      | àmplia, ampla                |
| Simplificat de manera diferent a la Xina continental i al Japó                                                                  | 惡                | 恶                | 悪      | dolent, dimoni               |
| Simplificat de manera diferent a la Xina continental i al Japó                                                                  | 豐                | 丰                | 豊      | abundant                     |
| Simplificat de manera diferent a la Xina continental i al Japó                                                                  | 腦                | 脑                | 脳      | cervell                      |
| Simplificat de manera diferent a la Xina continental i al Japó                                                                  | 雜                | 杂                | 雑      | miscel·lània                 |
| Simplificat de manera diferent a la Xina continental i al Japó                                                                  | 壓                | 压                | 圧      | pressió, compressió          |
| Simplificat de manera diferent a la Xina continental i al Japó                                                                  | 雞                | 鸡                | 鶏      | pollastre                    |
| Simplificat de manera diferent a la Xina continental i al Japó                                                                  | 價                | 价                | 価      | preu                         |
| Simplificat de manera diferent a la Xina continental i al Japó                                                                  | 樂                | 乐                | 楽      | diversió, divertit           |
| Simplificat de manera diferent a la Xina continental i al Japó                                                                  | 氣                | 气                | 気      | aire                         |
| Simplificat de manera diferent a la Xina continental i al Japó                                                                  | 廳                | 厅                | 庁      | recepció, oficina            |
| Simplificat de manera idèntica a la Xina continental i al Japó                                                                  | 聲                | 声                | 声      | so, veu                      |
| Simplificat de manera idèntica a la Xina continental i al Japó                                                                  | 學                | 学                | 学      | aprendre                     |
| Simplificat de manera idèntica a la Xina continental i al Japó                                                                  | 體                | 体                | 体      | cos                          |
| Simplificat de manera idèntica a la Xina continental i al Japó                                                                  | 點                | 点                | 点      | punt                         |
| Simplificat de manera idèntica a la Xina continental i al Japó                                                                  | 貓                | 猫                | 猫      | gat                          |
| Simplificat de manera idèntica a la Xina continental i al Japó                                                                  | 蟲                | 虫                | 虫      | insecte                      |
| Simplificat de manera idèntica a la Xina continental i al Japó                                                                  | 舊                | 旧                | 旧      | vell                         |
| Simplificat de manera idèntica a la Xina continental i al Japó                                                                  | 會                | 会                | 会      | poder(verb), reunió          |
| Simplificat de manera idèntica a la Xina continental i al Japó                                                                  | 萬                | 万                | 万      | deu mil                      |
| Simplificat de manera idèntica a la Xina continental i al Japó                                                                  | 盜                | 盗                | 盗      | lladre                       |
| Simplificat de manera idèntica a la Xina continental i al Japó                                                                  | 寶                | 宝                | 宝      | tresor                       |
| Simplificat de manera idèntica a la Xina continental i al Japó                                                                  | 國                | 国                | 国      | paí                          |
| Simplificat de manera idèntica a la Xina continental i al Japó                                                                  | 醫                | 医                | 医      | medicina                     |
| Simplificat de manera idèntica a la Xina continental i al Japó                                                                  | 麥                | 麦                | 麦      | blat                         |
| Simplificat de manera idèntica a la Xina continental i al Japó                                                                  | 雙                | 双                | 双      | parell                       |
| Simplificat de manera idèntica a la Xina continental i al Japó                                                                  | 觸                | 触                | 触      | contacte                     |

[a] Aquesta taula és un simple exemple, no una llista completa

## Obres citades
Generalitats
- Boltz, William G.. The origin and early development of the Chinese writing system.  New Haven: The American Oriental Society, 1994.
- Kern, Martin (2010). "Early Chinese Literature, Beginnings Through Western Han", The Cambridge History of Chinese Literature, vol. 1, ed. Stephen Owen. Cambridge: Cambridge University Press, 1-115.
- Keightley, David. Sources of Shang history: the oracle-bone inscriptions of bronze-age China.  Berkeley: University of California Press, 1978.
- Norman, Jerry. Chinese.  Cambridge: Cambridge University Press, 1988.
- Qiú, Xīguī 裘錫圭. Chinese writing.  Berkeley: The Society for the Study of Early China and The Institute of East Asian Studies, 2000. [English translation by Gilbert L. Mattos and Jerry Norman of Wénzìxué Gàiyào 文字學概要, Shangwu, 1988.]